# 罗森文
罗森文（1993年1月16日—），出生于四川省重庆市 （现重庆直辖市），是一名中国足球运动员，现效力于青岛海牛足球俱乐部，司职中场。

## 俱乐部生涯
罗森文9岁时随父亲从重庆前往山东，加入鲁能泰山足球学校，2011年加入山东鲁能泰山梯队以山东青年的名义参加2011年中国足球乙级联赛。他在2011赛季中出场13次，射进2球。 8月13日，他在山东青年主场4比0击败青岛青科的比赛中打进足球生涯的首个联赛进球。10月10日，他在中乙联赛总决赛第一轮第二回合山东青年1比3不敌家乡球队重庆FC的比赛中射进该赛季的另外一个进球。2012年，罗森文被新任主教练亨克·滕卡特提升到山东鲁能泰山征战2012年中国足球超级联赛的预备队名单。

## 国家队生涯
2010年12月，罗森文第一次入选由宿茂臻挂帅的中国国青队集训名单。2011年，他先后跟随国青队参加法国土伦杯和潍坊杯等足球邀请赛，并入选国青队参加当年10月底至11月初进行的2012年亞足聯U19青年錦標賽資格賽名单。在中国国青队参加的四场资格赛中，罗森文以主力（第三场对阵澳门）和替补（第一场对阵印度尼西亚）身份各出场1次，帮助国青队以2胜1平1负的成绩晋级正选赛。